# Basdorf (Wandlitz)
Basdorf è una frazione del comune tedesco di Wandlitz, nel Brandeburgo.

## Storia
Basdorf fu nominata per la prima volta nel 1375.

Costituì un comune autonomo fino al 2003, quando venne aggregato al comune di Wandlitz.